# Alice Henry
Alice Henry (21 de marzo de 1857   - 14 de febrero de 1943) fue una sufragista, periodista y sindicalista australiana que también se hizo prominente en el movimiento sindical estadounidense como miembro de la Liga Sindical de Mujeres. 
Una calle en el suburbio de Cook en Canberra fue nombrada en su honor.

## Biografía
Henry nació el 21 de marzo de 1857 en Richmond, Melbourne. Era hija de Charles Ferguson Henry, un contador y su esposa Margaret Walker, una trabajadora de la confección. Tenía un hermano, Alfred, que nació en 1859. Sus padres eran escoceses y se mudaron a Australia en 1853. Asistió a varias escuelas en Melbourne, y finalmente se matriculó con crédito del Instituto Educativo para Damas de Richard Hale Budd en 1874.  

## Carrera
Después de completar la escuela secundaria, enseñó brevemente y finalmente se convirtió en reportera destacada de The Melbourne Argus y The Australian. Su periodismo se centró principalmente en causas progresivas como la reforma laboral, los niños discapacitados y la representación proporcional. También se involucró con la política australiana en la década de 1890 y comenzó a dar conferencias sobre temas como los derechos de las mujeres, el sufragio y el trabajo. Se asoció estrechamente con el movimiento progresista en Melbourne. Henry se mudó a los Estados Unidos en 1906 y se convirtió en secretaria de la Liga de Sindicatos de Mujeres en Chicago. Mientras trabajaba para la Liga Sindical de Mujeres, se hizo prominente en la lucha por el sufragio femenino, la organización sindical y los derechos laborales.  Sirvió en una variedad de trabajos dentro del sindicato, incluyendo organizadora de campo y directora del departamento de educación.  
Permaneció involucrada en la escritura durante su tiempo en América. Editó la sección de mujeres de Chicago Union Labor Advocate y fue la editora fundadora de la publicación Life and Labor 's Women's Trade Union League hasta 1915. Henry también escribió dos libros, The Trade Union Woman (1915) y Women in the Labor Movement (1923). Ambos libros se centran en las luchas y desigualdades particulares que enfrentaron las mujeres de la clase trabajadora durante este período de tiempo.[cita requerida]